# 黄毛折柄茶
黄毛折柄茶（学名：Hartia sinii）为山茶科折柄茶属下的一个种。

## 扩展阅读
- 維基物種上的相關：黄毛折柄茶